# Listă cu laureați ai premiilor Academiei Române
În acestă listă se găsesc articole despre laureați ai premiilor Academiei Române. Clasificarea, ordinea și numerotarea sunt cele ale Academiei.

## Premii după ani
Propunerile pentru acordarea premiilor anuale se fac de către institutele de cercetare științifică, de către universități sau de către membrii Academiei Române până la data de 1 septembrie a anului calendaristic următor prezentării publice a lucrării și se înaintează secțiilor științifice ale Academiei Române, care desemnează membrii juriului.
Durata întregii proceduri de propunere, evaluare, dezbatere și decizie este de doi ani. Decernarea premiilor are loc în luna decembrie a fiecărui an, în ședință solemnă a Adunării Generale a Academiei Române.
- 1998 — Ceremonie de decernare - decembrie 2000, Aula Academiei Române
- 1999 — Ceremonie de decernare - decembrie 2001, Aula Academiei Române
- 2000 — Ceremonie de decernare - decembrie 2002, Aula Academiei Române
- 2001 — Ceremonie de decernare - decembrie 2003, Aula Academiei Române
- 2002 — Ceremonie de decernare - decembrie 2004, Aula Academiei Române
- 2003 — Ceremonie de decernare - decembrie 2005, Aula Academiei Române
- 2004 — Ceremonie de decernare - decembrie 2006, Aula Academiei Române
- 2005 — Ceremonie de decernare - decembrie 2007, Aula Academiei Române
- 2006 — Ceremonie de decernare - decembrie 2008, Aula Academiei Române
- 2007 — Ceremonie de decernare - decembrie 2009, Aula Academiei Române
- 2008 — Ceremonie de decernare - decembrie 2010, Aula Academiei Române
- 2009 — Ceremonie de decernare - decembrie 2011, Aula Academiei Române
- 2010 — Ceremonie de decernare - decembrie 2012, Aula Academiei Române
- 2011 — Ceremonie de decernare - decembrie 2013, Aula Academiei Române
- 2012 — Ceremonie de decernare - decembrie 2014, Aula Academiei Române
- 2013 — Ceremonie de decernare - decembrie 2015, Aula Academiei Române
- 2014 — Ceremonie de decernare - decembrie 2016, Aula Academiei Române
- 2015 — Ceremonie de decernare - decembrie 2017, Aula Academiei Române
- 2016 — Ceremonie de decernare - decembrie 2018, Aula Academiei Române
- 2017 — Ceremonie de decernare - decembrie 2019, Aula Academiei Române
- 2018 — Ceremonie de decernare - decembrie 2020, Aula Academiei Române
- 2019 — Ceremonie de decernare - decembrie 2021, Aula Academiei Române

Premiile Academiei Române pentru anul 1998 au fost acordate în decembrie 2000, în Aula Academiei Române.
Sunt indicate obiectul acordării premiului, cel mai adesea o lucrare, autorul acesteia și țara de reședință a autorului. În cazul în care nu este indicată țara, autorul este din România.

## I. Secția de filologie și literatură română

### 1. Premiul Bogdan Petriceicu Hașdeu
- 1998 - nu s-a acordat

### 2. Premiul Timotei Cipariu
- 1998 — Lucrarea Gramatica numelor proprii în limba română, autor Domnița Tomescu.

### 3. Premiul Mihai Eminescu
- 1998 — Două lucrări:
  - a) Lucrarea: Utopia nopții, autor Emil Manu și
  - b) Lucrarea: Cerul iubirii, autor Ion Miloș.

### 4. Premiul Ion Luca Caragiale
- 1998 - nu s-a acordat

### 5. Premiul Ion Creangă
- 1998 — Lucrarea: Cei șapte regi ai orașului București, autor Daniel Bănulescu.

### 6. Premiul Titu Maiorescu
- 1998 — Două lucrări:
  - a) Lucrarea: Marin Sorescu. Studiu monografic, autor Fănuș Băileșteanu și
  - b) Lucrarea: Țepeneag. Introducere într-o lume de hârtie, autor Nicolae Bârna.

### 7. Premiul Lucian Blaga
- 1998 - nu s-a acordat

## II. Secția de științe istorice și arheologie

### 1. Premiul Vasile Pârvan
- 1998 — Două lucrări:
  - a) Lucrarea: Viața municipală în Dacia romană, autor Radu Ardevan și
  - b) Lucrarea: Dacia romană și Barbaricum, autor Coriolan Horațiu Opreanu.
- 2003 Lucrarea: Piroboridava. Așezarea geto-dacică de la Poiana, autori Silvia Teodor și Radu Vulpe.

### 2. Premiul Alexandru D. Xenopol
- 1998 — Lucrarea: În inima Europei. Studii de istorie religioasă a spațiului românesc, autor Cesare Alzati (Italia).

### 3. Premiul Nicolae Iorga
- 1998 — Lucrarea: Mongolii și Marea Neagră în secolele XIII-XIV, autor Virgil Ciocâltan.

### 4. Premiul Mihail Kogălniceanu
- 1998 - nu s-a acordat

### 5. Premiul Dimitrie Onciul
- 1998 — Lucrarea: Tiparul românesc la sfârșitul secolului al XVII-lea și începutul secolului al XVIII-lea, autor Doru Bădără.

### 6. Premiul Nicolae Bălcescu
- 1980 — Lucrarea: Independența României, autor Nichita Adăniloaie
- 1998 — Lucrarea: Romanian Politics. 1869-1872. From Prince Cuza to Prince Carol, autor Paul Michelson (Statele Unite ale Americii)

### 7. Premiul George Barițiu
- 1998 — Se acordă: Pentru întreaga activitate desfășurată timp de 50 de ani în domeniul educației și școlii românești, autor Gheorghe Pârnuță.

### 8. Premiul Eudoxiu de Hurmuzachi
- 1998 — Lucrarea: Revoluția de la 1848 în țările române. Documente inedite din arhivele rusești, autor Ion Varta (Republica Moldova).

## III. Secția de științe matematice

### 1. Premiul Simion Stoilow
- 1963: Lazăr Dragoș; Martin Jurchescu
- 1964: Nicolae Dinculeanu; Ivan Singer
- 1965: Nicu Boboc; Alexandru Lascu
- 1966: Dan Burghelea; Cabiria Andreian Cazacu; Aristide Deleanu
- 1967: Constantin Apostol
- 1968: Petru Caraman
- 1969: Ion Suciu
- 1970: Viorel Barbu; Dorin Ieșan
- 1971: Nicolae Popescu
- 1972: Bernard Bereanu; Nicolae Pavel; Gustav Peeters; Elena Moldovan Popoviciu
- 1973: Vasile Istrătescu; Ioan Marusciac; Constantin Năstăsescu; Veniamin Urseanu
- 1974: Ioana Ciorănescu; Dan Pascali; Constantin Vârsan
- 1975: Șerban Strătilă; Elena Stroescu; László Zsidó
- 1976: Zoia Ceaușescu; Ioan Cuculescu
- 1977: Alexandru Brezuleanu; Nicolae Radu; Ion Văduva
- 1978: Aurel Bejancu; Gheorghe Micula
- 1979: Dumitru Motreanu; Dorin Popescu; Ilie Valusescu
- 1980: Dumitru Gașpar; Costel Peligrad; Mihai Pimsner; Sorin T. Popa
- 1981: Lucian Bădescu
- 1982: Mircea Craioveanu; Mircea Puta
- 1983: Ion Chițescu; Eugen Popa
- 1984: Toma Albu; Mihnea Colțoiu; Dan Vuza
- 1985: Vasile Brânzănescu; Paul Flondor; Dan Polisevschi; Mihai Putinar
- 1986: Vlad Bally; Paltin Ionescu
- 1987: Călin-Ioan Gheorghiu; Titus Petrilă
- 1988: Cornel Pasnicu
- 1989: Gelu Popescu
- 1990: Ștefan Mirică
- 1991: Ovidiu Cârjă
- 1992: Florin Rădulescu
- 1993-1999: nu s-a acordat
- 2000: Liliana Pavel
- 2005: Eugen Mihăilescu
- 2006: Radu Pantilie
- 2007: Cezar Joița; Bebe Prunaru; Liviu Ignat
- 2008: Nicolae Bonciocat; Călin Ambrozie
- 2009: Miodrag Iovanov; Sebastian Burciu
- 2010: Laurențiu Leuștean; Mihai Mihăilescu
- 2011: Dan Timotin
- 2012: George Marinescu
- 2013: Petru Jebelean
- 2014: Florin Ambro
- 2015: nu s-a acordat
- 2016: Arghir Dani Zărnescu
- 2016: Aurel Mihai Fulger

### 2. Premiul Gheorghe Lazăr
- 1998 — Lucrarea: Comparison of stochastic matrices with applications in information theory, statistics, economics and population sciences, autor Gheorghiță Zbăganu.[3]

### 3. Premiul Gheorghe Țițeica
- 1998 — Lucrarea: Locally Conformal Kähler Geometry, autori Sorin Dragomir și Liviu Ornea.[4]

### 4. Premiul Spiru Haret
- 1998 - nu s-a acordat
- 1999 - Lori Badea
- 2000 - Sanda Țigoiu, Aurelian Gheondea, Tiberiu Constantinescu
- 2001 - George Isac, Olivian Simionescu-Panait
- 2002 - Constantin Fetecău, Stelian Ion
- 2003 - Aurelian Cernea, Ian Graham, Gabriela Kohr
- 2004 - Mirela Kohr, Ioan Pop, Radu Miculescu, Cristinel Mortici
- 2005 - Eduard-Marius Crăciun, Nicolae Popovici
- 2006 - Cristian Făciu, Alain Molinari
- 2007 - nu s-a acordat
- 2008 - Marius Buliga, Ruxandra Stavre
- 2009 - Ingrid Beltiță, Anders Melin
- 2010 - Liviu Marin, Marin Marin
- 2011 - Cătălin Galeș, Mădălina Petcu
- 2012 - Alexandru Kristali
- 2013 - Constantin Costara, Ionuț Chiose
- 2014 - Anca Căpățînă
- 2015 - Nicolae Cîndea, Sorin Micu, Ionel Rovența, Marius Tucsnak
- 2016 - Rodica Luca, Johnny Henderson (USA)
- 2017 - Nu s-a acordat
- 2018 - Mircea Merca

### 5. Premiul Dimitrie Pompeiu
- 1998 - nu s-a acordat

## IV. Secția de științe fizice

### 1. Premiul Dragomir Hurmuzescu
- 1998 — Lucrarea: The (hkl) Dependence of Diffraction - Line Broadering Caused by Strain and Size for all Laue Groups in Rietveld Refinement, autor dr. Nicolae C. Popa.

### 2. Premiul Constatin Miculescu
- 1998 — Grupul de lucrări: Studii privind fenomenul Raman în straturi subțiri de polimeri conductori, autori: Mihaela Baibarac și prof. dr. Serge Lefrant (Franța).

### 3. Premiul Horia Hulubei
- 1998 — Două lucrări
  - a) Grupul de lucrări: Creșterea preciziei etaloanelor radioactive și asigurarea trasabilității lor, autori: dr. Maria Sahagia și dr. Enric Leon Grigorescu și
  - b) Lucrarea: Entropic Lower Bound for the Quantum Scattering of Spinless Particles, autor: dr. Mihai Laurian Ion.

### 4. Premiul Ștefan Procopiu
- 1998 — Două lucrări
  - a) Grupul de lucrări: Oxizi magnetici pe bază de fier, de geneză hidrotermală autori: Dorina Tărăbășanu și dr. Lucian Diamandescu și
  - b) Lucrarea: Bionics, Biological Systems and the Principle of Optimal Design, autor: prof. dr. Aurel I. Popescu.

### 5. Premiul Radu Grigorovici
- 1998 - nu s-a acordat.

## VII. Secția de științe geonomice

### 5. Premiul Grigore Cobălcescu
- 1987 Cercetări geologice și de valorificare a unor zăcăminte de minereuri grele și de pământuri rare din România, autor Alexandru Buzilă

## XI. Secția de științe economice, juridice si sociologie

### Economie

#### 3. Premiul Victor Slăvescu
2017 - Lucrarea: A concepe, a redacta și a publica un articol științific. O abordare în contextul cercetării
economice 
Autori: Vasile Dinu, Gheorghe Săvoiu și Dan-Cristian Dabija

## XIII. Secția de arte, arhitectură și audiovizual

### 2. Premiul Ion Andreescu
- George Apostu

### 6. Premiul Ciprian Porumbescu
- George Sbârcea

## Premiul Neuschotz
- Tudor Pamfile
- Constantin Sandu-Aldea
- Elena Farago
- Constantin Solomon

## PremiileNăsturel-Herescu
- Alexandru Bădăuță
- Gheorghe G. Bezviconi
- Al. Cicio Pop
- Mihai Codreanu
- George Coșbuc
- Octavian Goga
- Constantin N. Harjeu
- Ion G. Licherdopol
- Simion Florea Marian
- Ioan Mihaly de Apșa
- Ioan S. Nenițescu
- Alexandru Odobescu
- Valeriu Pușcariu
- Liviu Rebreanu
- Barbu Ștefănescu Delavrancea
- Alexandru Vlahuță

## Premiu neprecizat
- Adrian Marino
- Dumitru Radu Popescu
- Liviu Rebreanu